# Palmarés da Parkhotel Valkenburg
A equipa ciclista profissional neerlandêsa Parkhotel Valkenburg (e as suas anteriores denominações) tem tido durante toda a sua história as seguintes vitórias:

## Parkhotel Valkenburg-Destil Cycling Team

### 2017

#### Calendário UCI Feminino de 2017
| Datas          | Carreiras                                                     | Ganhador             |
| 20 de maio     | Salverda Omloop van de IJsseldelta                            | Nina Buysman         |
| 28 de maio     | VR Women                                                      | Hanna Solovéi        |
| 10 de setembro | 7.ª etapa do Tour Cycliste Féminin International de l'Ardèche | Pauliena Rooijakkers |

## Parkhotel Valkenburg

### 2018

#### Calendário UCI Feminino de 2018
| Datas       | Carreiras                          | Ganhadora     |
| 12 de maio  | Rabobank 7-Dorpenomloop Aalburg    | Lorena Wiebes |
| 2 de junho  | Salverda Omloop van de IJsseldelta | Lorena Wiebes |
| 8 de julho  | GP Sofie Goos                      | Lorena Wiebes |
| 21 de julho | 2.ªa etapa do BeNe Ladies Tour     | Lorena Wiebes |

### 2019

#### UCI World Tour de 2019
| Datas         | Carreiras                              | Ganhadora     |
| 9 de maio     | 1.ª etapa do Tour da Ilha de Chongming | Lorena Wiebes |
| 10 de maio    | 2.ª etapa do Tour da Ilha de Chongming | Lorena Wiebes |
| 11 de maio    | 3.ª etapa do Tour da Ilha de Chongming | Lorena Wiebes |
| 11 de maio    | Tour da Ilha de Chongming              | Lorena Wiebes |
| 3 de agosto   | RideLondon Classique                   | Lorena Wiebes |
| 22 de agosto  | 1.ª etapa do Ladies Tour of Norway     | Lorena Wiebes |
| 4 de setembro | 1.ª etapa do Boels Ladies Tour         | Lorena Wiebes |
| 5 de setembro | 2.ª etapa do Boels Ladies Tour         | Lorena Wiebes |

#### Calendário UCI Feminino de 2019
| Datas        | Carreiras                             | Ganhadora      |
| 20 de março  | Nokere Koerse                         | Lorena Wiebes  |
| 17 de abril  | Flecha Brabanzona                     | Sofie De Vuyst |
| 27 de abril  | Omloop van Borsele                    | Lorena Wiebes  |
| 3 de maio    | 1.ª etapa do Tour de Yorkshire        | Lorena Wiebes  |
| 10 de maio   | Prólogo do Festival Elsy Jacobs (CRI) | Demi Vollering |
| 16 de junho  | Diamond Tour                          | Lorena Wiebes  |
| 21 de julho  | 3.ª etapa do BeNe Ladies Tour         | Lorena Wiebes  |
| 5 de outubro | Giro de Emilia                        | Demi Vollering |

#### Campeonatos nacionais
| Datas       | Carreiras                               | Ganhadora     |
| 29 de junho | Campeonato dos Países Baixos em Estrada | Lorena Wiebes |

#### Jogos Europeus
| Datas       | Carreiras                 | Ganhadora     |
| 22 de junho | Jogos Europeus em Estrada | Lorena Wiebes |